# Curt Backeberg
Curt Backeberg (2. srpna 1894 – 14. ledna 1966) byl německý pěstitel a obchodník s kaktusy. V kaktusářské komunitě je znám zejména díky své obsáhlé, 6 svazkové monografii Die Cactaceae.

## Dílo
Curt Backeber se začal jako obchodník zajímat o kaktusy během 20. let 20. století. Během svých začátků navázal kontakty i s českým „lovcem“ kaktusů A.V.Fričem, se kterým se sice brzy rozhádal, ale začal podnikat obchodní cesty za kaktusy do střední a jižní Ameriky.
Zážitky z těchto cest a nálezy kaktusů následně popularizoval v několika knihách, např. Kakteenjagd zwischen Texas und Patagonie (1930), Neue Kakteen (1931), Kaktus-ABC (1935).
Během těchto sběratelských cest zároveň začal vytvářet svůj klasifikační systém kaktusů. Zde je nutno poznamenat, že Backeberg byl bez hlubšího botanického vzdělání, což se následně negativně promítalo i do jeho popisů a systematiky kaktusů. Absence speciálních botanických znalostí a souvislostí, spolu s nerespektováním nomenklaturních zásad vedly k tomu, že mnoho jeho popisů zůstalo neplatných. Při těchto popisech většinou ani nerespektoval odborné názory svých kolegů, se kterými se spíše rozhádal. Přesto v letech 1958-1962 publikoval svá pozorování do obsáhlé monografie Die Cactaceae: Handbuch der Kakteenkunde, která byla jedněmi obdivována, ale mnohdy také kritizována, z důvodu, že v systematice kaktusů udělala více zmatků než užitku.
Další jeho velké dílo, na kterém mu velmi záleželo, byl lexikon kaktusů – Das Kakteenlexikon. Jeho přípravu však přerušila Backebergova smrt v roce 1966 a byl vydán až posmrtně.
V seznamu botaniků a mykologů je zkratka Backeb. používána k označení jeho osoby při citování botanických jmen jím pojmenovaných rostlin. V databázi International Plant Names Index je přes 2300 záznamů u jmen rostlin, jejichž je buď autorem nebo spoluautorem. Mnohé z nich však nejsou v současnosti akceptované.
Některé z kaktusů jsou pojmenované na jeho počest, např. Lobivia backebergii.